# Porter (Metro de Boston)
Porter es una estación en la línea Roja y de la Línea Fitchburg del Metro de Boston. La estación se encuentra localizada en Massachusetts Avenue at Somerville Avenue en Cambridge, Massachusetts. La estación fue inaugurada el 8 de diciembre de 1984. 

## Descripción
La estación cuenta con 1 plataforma central, para el Tren Urbano, y 2 plataformas divididas, para la línea Roja. Cada línea tiene 2 vías.

## Conexiones
La estación es abastecida por las siguientes conexiones: 
- Rutas del MBTA Bus: 77, 77A, 83, 96